# منشأة فروسية
منشأة أو مركز الفروسية أو مركز ركوب الخيل تُنشأ وتُصان لغرض استيعاب وتدريب واستضافة منافسات الخيليات وخاصة الخيول.